# Laura Gost Seguí
Laura Gost Seguí (sa Pobla, 16 de setembre de 1993) és una escriptora mallorquina.
Graduada en Comunicació, l'any 2016 va guanyar el premi Art Jove de Literatura amb el relat «L'escriptora de contes» i, dos anys més tard, va recollir el premi Goya al millor curtmetratge d'animació per Woody & Woody, en qualitat de guionista. Aquell 2018 també va guanyar el Premi Jaume II atorgat pel Consell de Mallorca i el premi Bartomeu Rosselló-Pòrcel que entrega l'Obra Cultural Balear. L'any 2019 va publicar la seva primera novel·la, La cosina gran, editada per Lleonard Muntaner —traduïda al castellà, l'italià i el grec—, i va guanyar el V Torneig de Dramatúrgia de les Illes Balears amb l'obra Seguí.
L'any 2020 va guanyar el IX Torneig de Dramatúrgia Catalana de Temporada Alta amb Matar el pare i va quedar finalista al VIII Torneo Transatlántico de Dramaturgia de Buenos Aires amb la mateixa obra. També va rebre una de les Beques per a la creació literària de la Institució de les Lletres Catalanes pel projecte Gegant a Lil·liput.
L'any 2021 va guanyar el premi Pare Colom de Teatre amb La deliberació dels escorpins, i a començaments de 2022 va publicar la novel·la El món es torna senzill (Editorial Empúries). Col·labora habitualment a diferents mitjans de comunicació, entre els quals figuren la revista Catorze, Núvol, el programa «Aquí Cuní» de SER Catalunya, el diari Ara i el setmanari Ara Balears.
Gràcies a Les cendres a la piscina, va guanyar el Premi Proa de Novel·la del 2023 i el Premi de Narrativa Maria Àngels Anglada del 2024.